# Phil Carmichael
Philip Patrick "Phil" Carmichael (Sandgate, Brisbane, Queensland, 25 de gener de 1884 – Brisbane, 10 de setembre de 1973) va ser un jugador de rugbi australià que va competir a començaments del segle xx.

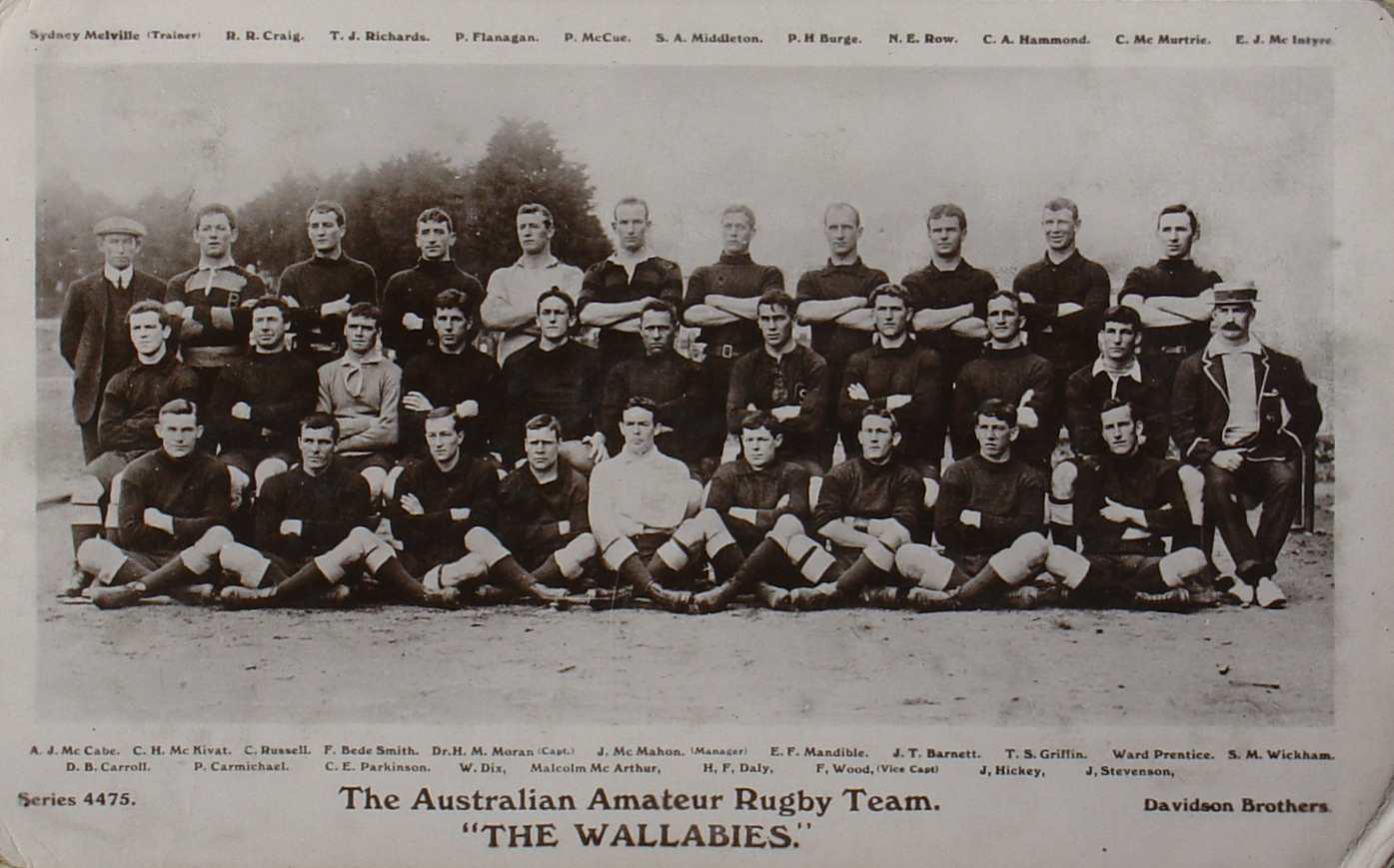
Carmichael, segon per l'esquerra de la primera fila, el 1908.

Nascut a Sandgate, Queensland, va jugar de centre. Va disputar quatre partits amb la selecció australiana de rugbi entre 1904 i 1909. El seu debut internacional fou contra el Regne Unit a Brisbane, el 23 de juliol de 1904. Va ser seleccionat per prendre part en la gira que la selecció australiana va fer per Europa entre 1908 i 1909.
El 1908 va guanyar la medalla d'or en la competició de rugbi dels Jocs Olímpics de Londres.